# Karaoke

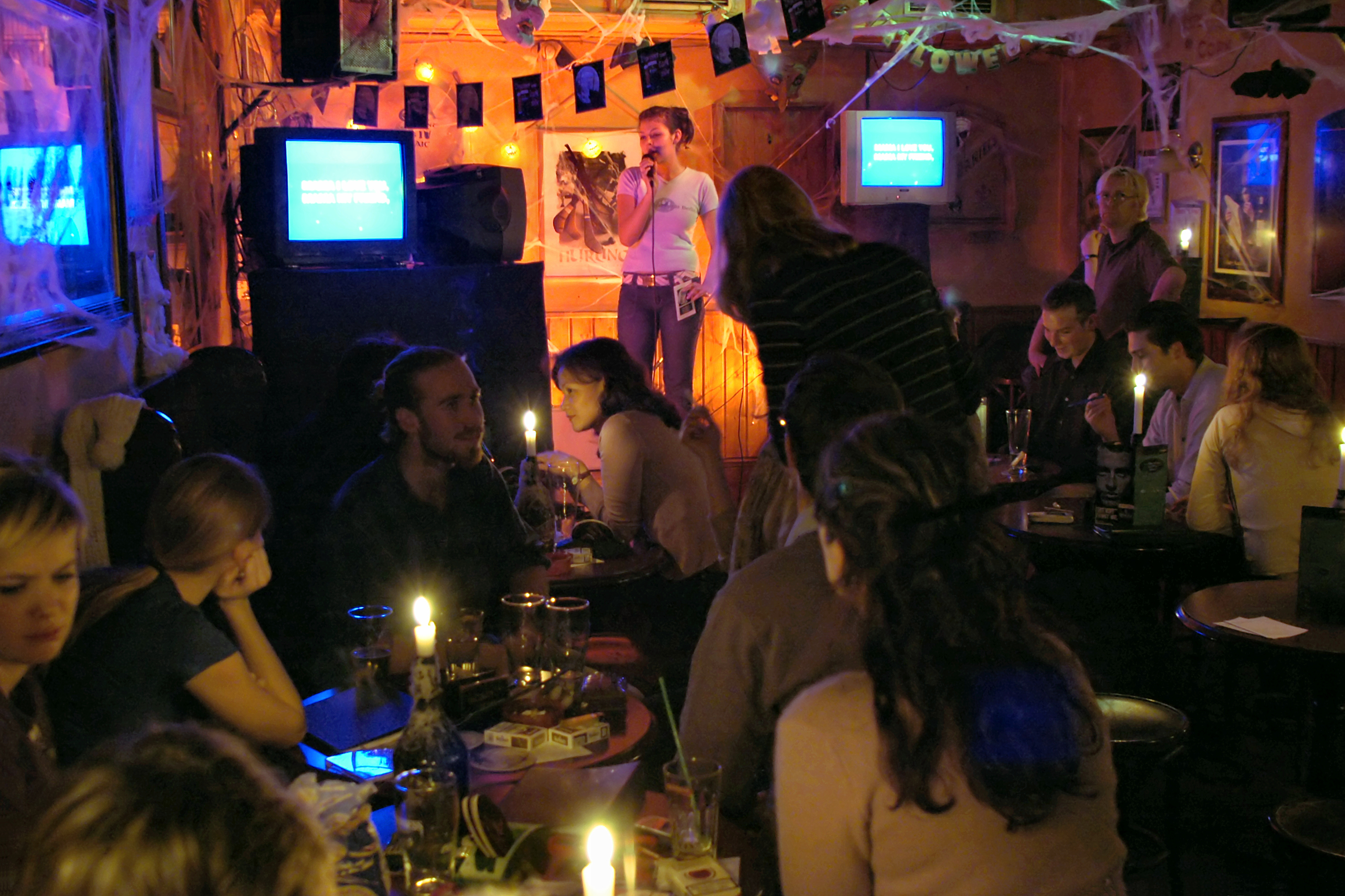
En karaokebar på Irland.

Karaoke (japanska: カラオケ, svenskt uttal: /karao:'kə/, från orden kara, 'tom' och ōkesutora 'orkester') är underhållning i form av egen sång till förinspelad musik och med text, företrädesvis från en TV-skärm.
Karaoke är som mest populärt i ursprungslandet Japan och närliggande länder som Kina och Korea, men det finns numera mängder av karaokeställen även i avlägsna länder som Sverige. De första karaokeskivorna på svenska togs fram i slutet av 90-talet av Karaokebutiken som låg i Enskede, Tallkrogen, Stockholm i samarbete med Pioneer Sverige, och följdes strax av Svenska Karaokefabriken som låg på norra sidan av Stockholm. Karaoke betyder ”tom orkester”, det vill säga orkester utan sång. Musiken låter mer eller mindre som artistens original. Den som sjunger karaoke får rollen som vokalist, uppbackad av en orkester (och eventuellt sångstöd och bakgrundskörer), med texten framför sig på en skärm.
I Japan har de traditionella karaokebarerna mer eller mindre dött ut och ersatts av konceptet karaoke box. Anläggningar med karaoke box finns vid varje station i Tokyo och består av ett antal små rum där större eller mindre slutna sällskap roar sig med karaoke. Mat och dryck serveras.
Karaokemusik och karaokevideor finns även tillgängliga på CD, DVD, Laserdisc och internet för alla tillfällen.
De flesta DVD-spelare (för hemmabruk) i Östasien är idag utrustade med mikrofoningångar för karaokebruk som standard och program finns också för VCD, mobiltelefoner och datorer.
Singstar är en känd TV-spelsserie som låter spelarna sjunga karaoke.
Det finns även underhållningsprogram på TV som använder sig av karaoke som ett tävlingsmoment, exempelvis Singing Bee. I den amerikanska pratshowen The Late Late Show with James Corden inkluderas programdelen Carpool Karaoke, där programledaren James Corden bjuder in kända musiker att sjunga karaoke med honom, medan han kör runt i (oftast) Los Angeles.